# Urequío
Urequío är en ort i Mexiko.   Den ligger i kommunen Panindícuaro och delstaten Michoacán de Ocampo, i den centrala delen av landet, 270 km väster om huvudstaden Mexico City. Urequío ligger 1 921 meter över havet och antalet invånare är 709.
Terrängen runt Urequío är huvudsakligen kuperad, men åt sydost är den platt. Runt Urequío är det ganska tätbefolkat, med 70 invånare per kvadratkilometer. Närmaste större samhälle är Panindícuaro de la Reforma, 7,6 km väster om Urequío. I omgivningarna runt Urequío växer huvudsakligen savannskog.